# 이석철 (가수)
이석철(2000년 1월 11일 ~ )은 대한민국의 드러머 겸 DJ, Producer이다.

## 주요 이력
드러머 겸 DJ, Producer이며 인천광역시에서 출생하였고 어릴적 일본(도쿄)에서 클래식 타악기를 공부했다.
지난날 더 이스트라이트 드러머 겸 DJ, Producer, 현재 House Music Duo 'PA22WORD'의 Producer이다.

## 출연작

### 영화
- 2014년 《마이 보이》 - 이천 역(주연)

## 학력
- 방배중학교
- 서초고등학교
- 중부대학교 실용음악학과 20학번